# Phylloicus plaumanni
Phylloicus plaumanni är en nattsländeart som beskrevs av Oliver S. Flint Jr. 1983. Phylloicus plaumanni ingår i släktet Phylloicus och familjen Calamoceratidae. Inga underarter finns listade i Catalogue of Life.